# 史文生笋螺
史文生笋螺（学名：Terebra swainsoni），是新腹足目笋螺科笋螺属的一种。主要分布于台湾，常栖息在砂底。